# Santa Galla
Santa Galla ist eine Pfarr- und Titelkirche in Rom. Die Kirche liegt an der Via Circonvallazione Ostiense im römischen Quartier Ostiense. Patronin der Kirche ist die Heilige Galla von Rom, die Tochter des Senators, Konsuls und Stadtpräfekten im spätantiken Rom Quintus Aurelius Symmachus.

## Geschichte
Die Pfarrgemeinde wurde am 13. Dezember 1940 mit dem Erlass Templum in honorem durch Kardinalvikar Francesco Marchetti Selvaggiani gegründet. Am 15. Dezember 1940 wurde die Kirche durch Kardinal Ugo Poletti geweiht. Die von dem Architekten Tullio Rossi erbaute Kirche wurde am 14. Februar 2015 durch Papst Franziskus zur Titelkirche der römisch-katholischen Kirche erhoben. 

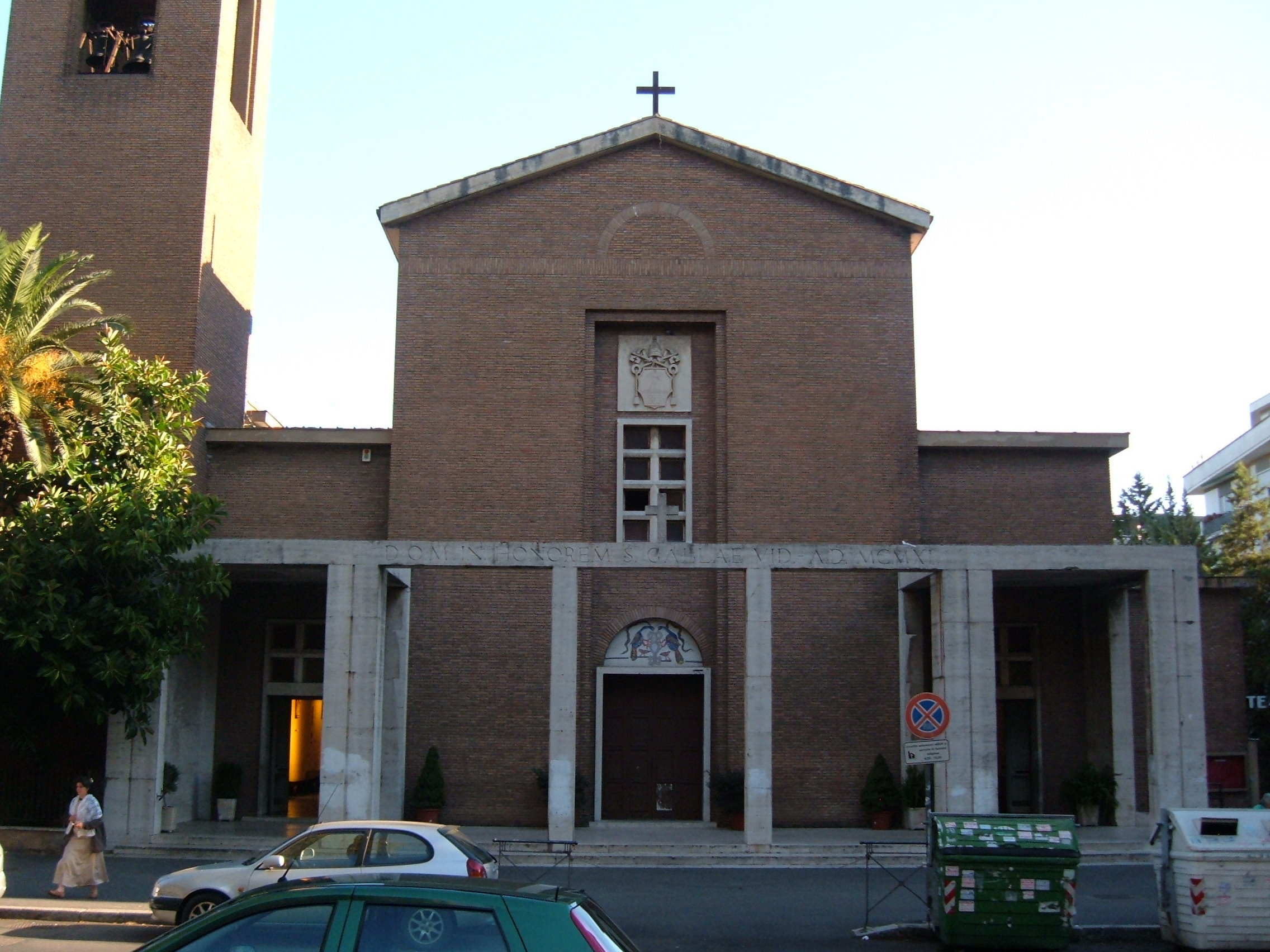
Straßen- und Eingangsfassade
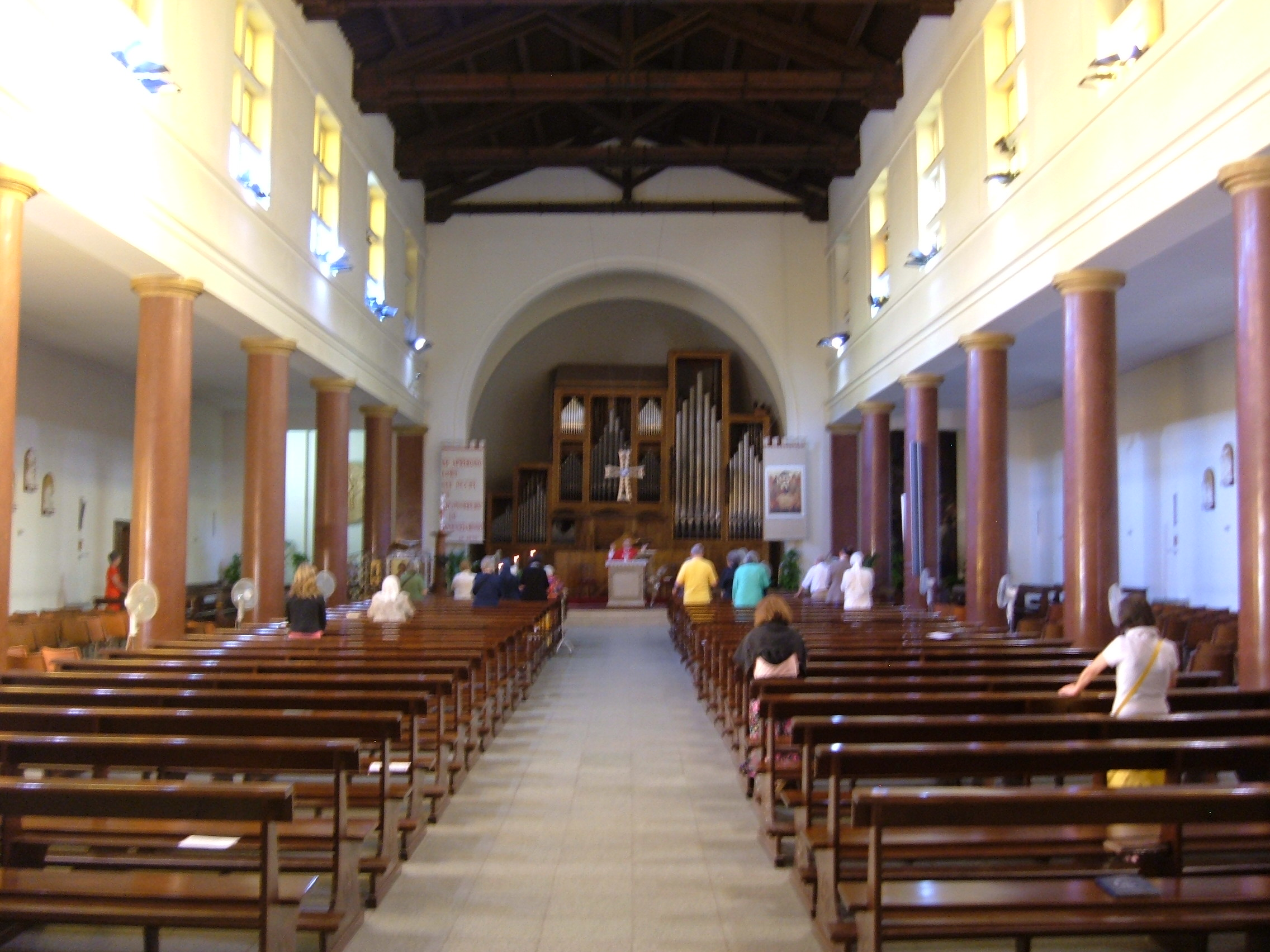
Innenraum mit Altar

## Kardinalpriester
- Daniel Fernando Sturla Berhouet SDB, seit 14. Februar 2015